# Liste der Kardinalskreierungen Clemens’ VII.
Papst Clemens VII. kreierte 33 Kardinäle in 14 Konsistorien.

## 3. Mai 1527
- Benedetto Accolti
- Agostino Spinola
- Niccolò Gaddi
- Ercole Gonzaga
- Marino Grimani

## 21. November 1527
- Antonio Sanseverino O.S.Io.Hieros.
- Gianvincenzo Carafa
- Andrea Matteo Palmieri
- Antoine du Prat
- Enrique Cardona y Enríquez
- Girolamo Grimaldi
- Pirro Gonzaga
- Sigismondo Pappacoda

## 7. Dezember 1527
- Francisco de los Ángeles Quiñones OFM

## 20. Dezember 1527
- Francesco Cornaro

## Januar 1529
- Girolamo Doria

## 10. Januar 1529
- Ippolito de’ Medici

## 13. August 1529
- Mercurino Arborio di Gattinara

## 9. März 1530
- François de Tournon CRSA
- Bernhard von Cles
- Louis de Gorrevod
- García Loaysa y Mendoza OP
- Íñigo López de Mendoza y Zúñiga

## 8. Juni 1530
- Gabriel de Gramont

## 22. Februar 1531
- Alfonso Manrique de Lara y Solís
- Juan Pardo de Tavera

## 22. September 1531
- Antonio Pucci

## 21. Februar 1533
- Esteban Gabriel Merino

## 3. März 1533
- Jean d’Orléans-Longueville (Haus Orléans-Longueville)

## 7. November 1533
- Jean Le Veneur
- Claude de Longwy de Givry (Haus Chaussin)
- Odet de Coligny de Châtillon
- Philippe de la Chambre OSB